# Ouled Boudjemaa
Pour les articles homonymes, voir Boudjemaa.
Ouled Boudjemaa est une commune de la wilaya de Aïn Témouchent en Algérie.

## Géographie

### Situation
| El Messaid       | El Messaid      | El Messaid      |
| Mer Méditerranée | Ouled Boudjemaa | Hassi El Ghella |
| Mer Méditerranée | El Malah; Terga | Hassi El Ghella |